# Liste der Bodendenkmale in Radibor
In der Liste der Bodendenkmale in Radibor sind die Bodendenkmale der Gemeinde Radibor und ihrer Ortsteile nach dem Stand der Auflistung von Harald Quietzsch und Heinz Jacob aus dem Jahr 1982 aufgelistet. Eventuelle Änderungen und Ergänzungen, insbesondere aus der Zeit nach der Wende, sind nicht berücksichtigt, da für Sachsen aktuell keine neueren allgemein zugänglichen Bodendenkmallisten vorliegen. Die Baudenkmale sind in der Liste der Kulturdenkmale in Radibor aufgeführt.
| Denkmal-ID | Fundart             | Ortsteil    | Bezeichnung                       | Zeitstellung    | Lage | Bemerkungen                                                                                               | Bild |
| ---------- | ------------------- | ----------- | --------------------------------- | --------------- | --- | --- | ---- |
| ?          | Befestigung > Burg  | Brohna      | Wallanlage „Alte Schanze“         | Slawenzeit      | nordnordwestlich des Orts, Niederung                                                                                            | Ringwall in Niederungslage, teilweise abgetragen, Schutz seit 25. Februar 1935, erneuert 1. Dezember 1958 |      |
| ?          | Befestigung > Burg  | Camina      | Wasserburg „Hronowy“              | Mittelalter     | ostnordöstlich des Orts im Wald, östlich der Straße nach Großdubrau                                                             | Turmhügel mit trockengelegtem Graben und Außenwall, Schutz seit 10. April 1934, erneuert 1. Dezember 1958 |      |
| ?          | besonderer Stein    | Camina      | Kreuzstein                        | Spätmittelalter | nordöstlich des Orts, östlich an der Kreuzung der Straße von Merka nach Lomske und des Wegs von Camina nach Crosta              | Kreuze auf zwei gegenüberliegenden Seiten eingezeichnet, Schutz seit 29. September 1971                   |      |
| ?          | besonderer Stein    | Droben      | Steinkreuz und Kreuzstein         | Spätmittelalter | ostnordöstlich des Orts, südöstlich am Verbindungsweg zur Staatsstraße                                                          | Kreuzeinzeichnung auf Kreuzstein, Schutz seit 25. August 1971                                             |      |
| ?          | Befestigung > Burg  | Lippitsch   | Wehranlage „Hrodźko“              | Mittelalter     | nordöstlich des Orts an der Straße nach Wessel                                                                                  | Niederungslage, Schutz seit 10. Juli 1936, erneuert 1. Dezember 1958                                      |      |
| ?          | besonderer Stein    | Luppa       | Kreuzstein                        | Spätmittelalter | südlicher Ortsteil, beim Abzweig der Straßen nach Quoos und Radibor                                                             | Einzeichnung eines Vortragekreuzes, Schutz seit 25. August 1971                                           |      |
| ?          | besonderer Stein    | Milkel      | Steinkreuz                        | Spätmittelalter | südlicher Ortsteil, Schmuckplatz im Nordwestwinkel der Straßenkreuzung                                                          | Einzeichnung einer Stangenwaffe, Schutz seit 30. Juni 1971                                                |      |
| ?          | besonderer Stein    | Milkel      | Steinkreuz                        | Spätmittelalter | südlicher Ortsteil, Südwestecke der Straßenkreuzung                                                                             | Schutz seit 23. Juni 1971                                                                                 |      |
| ?          | besonderer Stein    | Milkel      | Kreuzstein                        | Spätmittelalter | nordöstlicher Ortsrand, am Wassergraben im Südwestteil des Schlossparks                                                         | Kreuzeinzeichnung, Schutz seit 13. Juli 1971                                                              |      |
| ?          | Befestigung > Burg  | Milkwitz    | Wasserburg „Die Insel“            | Mittelalter     | nordöstlicher Ortsrand, Gutspark                                                                                                | Bühl mit verlandetem umlaufendem Graben, Schutz seit 26. Januar 1937, erneuert 1. Dezember 1958           |      |
| ?          | Befestigung > Burg  | Radibor     | Wasserburg                        | Mittelalter     | nordwestliche Ortslage, nördlicher Gutsbereich                                                                                  | überbaut, Graben erhalten, Schutz seit 22. April 1971                                                     |      |
| ?          | besonderer Stein    | Radibor     | Steinkreuz                        | Spätmittelalter | südöstlich des Orts, östlich am alten Bautzener Weg (heute Feld)                                                                | Kreuzrelief mit Messer, Schutz seit 15. Juli 1971                                                         |      |
| ?          | Grabmal > Grabhügel | Strohschütz | 2 auseinanderliegende Hügelgräber | Bronzezeit      | südwestlich des Orts auf der bewaldeten Höhe „Stroza“                                                                           | ein Hügel zur Hälfte erhalten, Schutz seit 22. April 1971                                                 |      |
| ?          | besonderer Stein    | Strohschütz | Kreuzstein                        | Spätmittelalter | südsüdwestlich des Orts, nordöstlich an der Straße von Schmochtitz nach Loga, südöstlich der Kreuzung                           | Kreuze eingehauen, Schutz seit 29. September 1971                                                         |      |
| ?          | besonderer Stein    | Strohschütz | Grenzstein „Großer Bierstein“     | Spätmittelalter | westsüdwestlich des Orts in einem Waldstück direkt nordöstlich der Straße von Loga nach Schmochtitz, auf der Flurgrenze zu Loga | sich verjüngende undekorierte Granitsäule, Schutz seit 13. Juli 1978                                      |      |